# DevOps
DevOps (od ang. development and operations) – metodyka zespolenia rozwoju (ang. development) i eksploatacji (ang. operations) oraz zapewnienia jakości (ang. quality assurance), która została zaprezentowana na pierwszej z serii konferencji DevOps Days w 2009 roku w Belgii. Metodyka ta kładzie nacisk na ścisłą współpracę i komunikację profesjonalistów z zakresu utrzymania IT (administratorów) oraz specjalistów od rozwoju oprogramowania (programistów). Uwzględnia współzależność rozwoju i utrzymania IT. Skraca czas wdrożenia funkcji w oprogramowaniu.
Pojęcie DevOps zostało zaproponowane w 2009 przez Patricka Debois w trakcie dni DevOps w Gandawie.
Metoda rozwoju oprogramowania DevOps jest wskazana dla firm, w których częstotliwość edycji jest stosunkowo wysoka. Jeden z serwisów internetowych wykorzystuje DevOps do realizacji dziesięciu wdrożeń dziennie.
W firmach stosujących organizację DevOps wdrożenia aplikacji wiążą się z mniejszym ryzykiem z powodu zwiększonej koordynacji wydań oraz zastosowania narzędzi współpracy takich jak wideokonferencja, e-mail, komunikatory internetowe oraz serwisy internetowe klasy wiki w celu zagwarantowania dokładnego zrozumienia wymagań i właściwej współpracy wszystkich uczestników projektu.
Rozwój tej metodyki i jej rosnąca popularność przyczyniły się także do powstania stanowiska inżyniera DevOps, które łączy zagadnienia związanie z pracą developerów i działu operacyjnego. Do głównych zadań inżyniera DevOps należy szeroko rozumiana automatyzacja i analiza wydajności pracy. 

## Podstawowe zasady
Do zastosowania DevOps rekomendowane jest następujące środowisko IT:
- stosowanie programowania zwinnego lub podobnych metod wytwarzania oprogramowania
- częste wdrożenia
- dostępność infrastruktury w chmurze i jej wirtualizacja
- narzędzia automatyzacji i zarządzania konfiguracją w centrum danych